# Communist Party of Great Britain
Det britiske kommunistparti (engelsk: The Communist Party of Great Britain, forkortet CPGB) er et tidligere britisk politisk parti og var det største kommunistiske parti som har eksisteret i Storbritannien fra 1920 til 1991, det blev dog aldrig noget masseparti som tilsvarende i Frankrig og Italien. Der eksisterer i dag en gruppe som kalder sig CPGB, men denne har ikke noget med det oprindelige britiske kommunistparti at gøre.

## Generalsekretærer i CPGB
- 1920: Albert Inkpin
- 1929: Harry Pollitt
- 1939: Rajani Palme Dutt
- 1941: Harry Pollitt
- 1956: John Gollan
- 1975: Gordon McLennan
- 1989: Nina Temple